# Roano (cavallo)

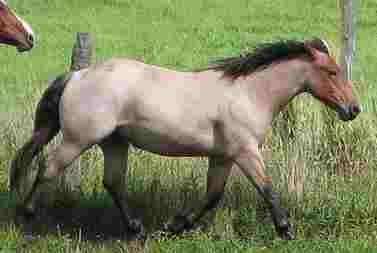
Roano vinoso

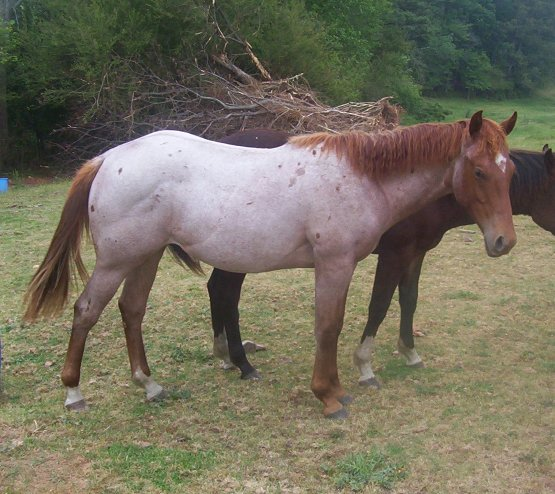
Roano rosso o "ubero"

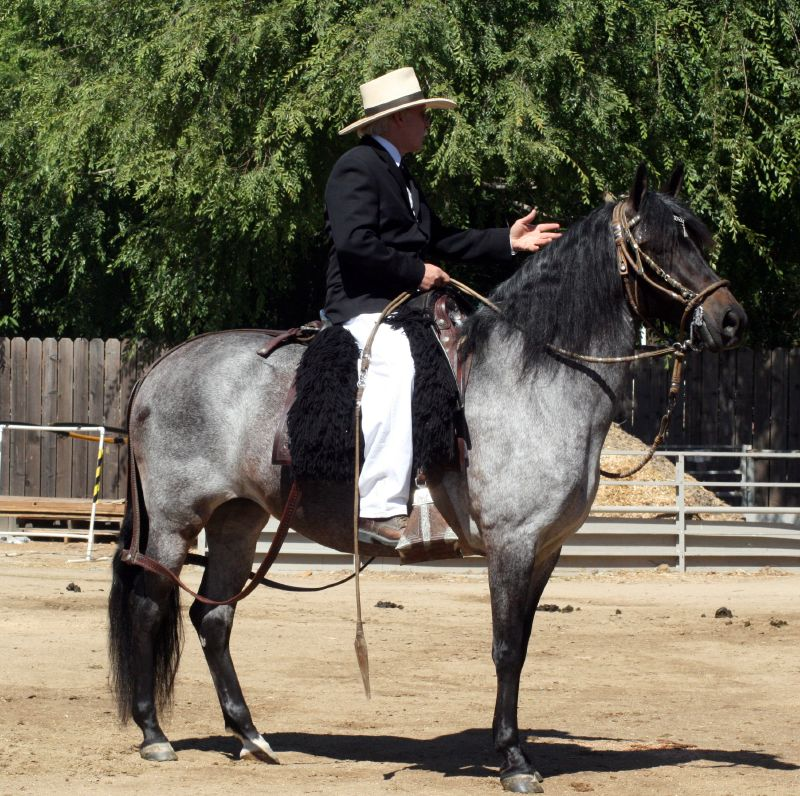
Roano blu

Il roano è una particolare colorazione del mantello del cavallo dovuto alla presenza di peli bianchi mescolati ai peli di colore solido, presenti su tutto il corpo, tranne la testa, la criniera, la coda e la parte distale delle zampe. A differenza del grigio, i cavalli roani nascono già con questo mantello che non schiarisce con l'avanzare dell'età.
Responsabile di questa colorazione è il gene Rn, in passato ritenuto erroneamente letale.

## Varietà
- Vinoso o bay roan: rappresenta l'effetto del roano sul baio; il colore del corpo è una mescolanza di peli rossicci e bianchi e crini ed estremità tra peli neri e rossicci.
- Rosso o red roan: rappresenta l'effetto del roano sul sauro; il colore del corpo e dei crini è una mescolanza di peli rossicci e bianchi. Viene anche detto ubero o fior di pesco.
- scuro o blue roan: rappresenta l'effetto del roano sul morello; la mescolanza di peli neri e bianchi rende il mantello ricco di riflessi bluastri. Viene detto "grigio ferro, testa di moro".